# Nada Rotovnik Kozjek
Nada Rotovnik Kozjek, slovenska zdravnica in športnica, 2. september 1963
Nada Rotovnik Kozjek je zdravnica, specialistka anesteziologije, intenzivne in perioperativne medicine ter terapije bolečine, ustanoviteljica in vodja enote za klinično prehrano na Onkološkem inštitutu in predsednica slovenskega ter članica evropskega in ameriškega združenja za klinično prehrano. Je tudi zdravnica slovenskih olimpijskih reprezentancin svetuje o pravilni športni prehrani. Tudi sama se ukvarja s športom, udeležila se je več triatlonov (teče, kolesari in plava).
Na Medicinski fakulteti v Ljubljani je leta 1988 diplomirala, leta 1999 magistrirala in 2012 doktorirala.

## Vir
1. ↑  »Dr. Nada Rotovnik Kozjek«. Pridobljeno 29. julija 2015.
2. ↑  »Nada Rotovnik Kozjek, Zdravnica in športnica«. Pridobljeno 15. junija 2017.